# ヤング・マン・ウィズ・ア・ホーン
『ヤング・マン・ウィズ・ア・ホーン』（Young Man With a Horn）は、ジャズトランペット奏者マイルス・デイヴィスのアルバム（10インチLP）。1952年リリース。レコード番号BLP5013。

## 収録曲

### A面
1. ディア・オールド・ストックホルム - Dear Old Stockholm
2. ウディン・ユー - Would'n You
3. イエスタデイズ - Yesterdays

### B面
1. チャンス・イット - Chance It
2. ドナ - Donna
3. ハウ・ディープ・イズ・ジ・オーシャン - How Deep Is The Ocean

## 演奏メンバー
- マイルス・デイヴィス - トランペット
- ジャッキー・マクリーン - アルト・サックス（ただしA-3、B-3には不参加）
- J・J・ジョンソン - トロンボーン（ただしA-3、B-3には不参加）
- ギル・コギンス - ピアノ
- オスカー・ペティフォード - ベース
- ケニー・クラーク - ドラムス